# Elliot Graham
Elliot Graham (Claremont, 8 giugno 1976) è un montatore statunitense.
Ha curato il montaggio per film come X-Men 2, Il più bel gioco della mia vita, Superman Returns e 21. Ha curato il montaggio di Una prova per non morire, episodio pilota della serie televisiva Dr. House - Medical Division.
Nel 2009 ottiene la candidatura all'Oscar per il miglior montaggio di Milk, film diretto da Gus Van Sant ed interpretato da Sean Penn.

## Filmografia

### Cinema
- X-Men 2, regia di Bryan Singer (2003)
- Il più bel gioco della mia vita (The Greatest Game Ever Played), regia di Bill Paxton (2005)
- Superman Returns, regia di Bryan Singer (2006)
- 21, regia di Robert Luketic (2008)
- Milk, regia di Gus Van Sant (2008)
- L'amore che resta (Restless), regia di Gus Van Sant (2011)
- Trash, regia di Stephen Daldry (2014)
- Steve Jobs, regia di Danny Boyle (2015)
- Molly's Game, regia di Aaron Sorkin (2017)
- Captain Marvel, regia di Anna Boden e Ryan Fleck (2019)
- No Time to Die, regia di Cary Fukunaga (2021)

### Televisione
- Dr. House - Medical Division, regia di Stephen Norrington - serie TV, 1 episodio (2004)
- Boss, regia di Gus Van Sant - serie TV, 1 episodio (2011)
- Trust - serie TV, 3 episodi (2018)

## Premi e riconoscimenti

### Premio Oscar
- 2009 - Candidatura al miglior montaggio per Milk

### American Cinema Editors
- 2009 - Candidatura al miglior montaggio per Milk
- 2018 - Candidatura al miglior montaggio per Molly's Game

### Satellite Award
- 2016 - Candidatura al miglior montaggio per Steve Jobs